# Баолок
Баолок (вьет. Bảo Lộc), бывшее название Б’лао (вьет. B'Lao) — город провинциального подчинения, расположенный во Вьетнаме.

## Рельеф и климат
Город занимает 23 256 гектаров, что составляет 2,38 процентов всей провинции Ламдонг. На востоке, юге и севере граничит с уездом Баолам (Bảo Lâm), на западе — с уездом Дахуоай (Đạ Huoai). Рельеф пологоволнистый расчленённый. На юго-западе гористый (900—1100 м). Имеются крупные месторождения каолина, бокситов и прочих вулканогенных пород среднего состава, образовавшиеся в верхней юре́ — нижнем меловом периоде. Рядом с городом находится Национальный парк Каттьен, в котором расположен биосферный резерват Донгнай.
В городе протекает несколько притоков реки Зарнга (Da R’Nga, Зарнга), небольших речек Дайбинь (Đại Bình, Дай Бинь), Дамбри (Đam B’ri, Дамбри) и подземных рек. Воды из всех этих источников используются в сельском хозяйстве и для промышленных нужд. Имеются водопады высотой до 57 метров.
Расстояние до ближайших городов: Далат — 110 км, Хошимин — 190 км, Фантхьет — 100 км.
Среднегодовая температура — 21—22 градуса; средневысокая — 27,4 градуса; средненизкая — 16,6 градусов. В году около 1680 солнечных часов. Сезон дождей продолжается с апреля по ноябрь, среднегодовая относительная влажность — от 80 до 90 процентов.

## Флора и фауна
Близ Баолока водится свиной олень. Крайне богата и разнообразна этномологическая фауна города.

## История
Город находится на землях народа ма. В 1899 году туда прибыли французские колонисты, которые строили дорогу в Биньтхуан. 1 января была основана провинция Верхняя Донгнай (Đồng Nai Thượng, Донгнай Тхыонг), которая через пять лет была объединена с провинцией Биньтхуан. В 1920 году Верхнюю Донгнай (и уезд Блао в её составе) снова отделили. В 1958 году правительство Республики Вьетнам переименовало её в Ламдонг. С этого времени город начал активно расти. 8 апреля 2010 года городу был присвоен статус города провинциального подчинения.

## Население
Баолоке живёт 148 567 человек. Вьеты составляют 97,62 % населения города; крупнейшее национальное меньшинство — народ ма. Кроме них в городе проживают стиенги и мнонги. 35 868 жителей учатся в школах города (их 38).

## Экономика
Выращивают чай, в том числе знаменитый сорт «ароматный блао» (Hương sắc trà B'Lao, хыонг шак ча блао), кофе, листья тутового дерева, плоды гуайявы, дуриана, рамбутана, чемпедака и других фруктовых деревьев. Имеются маслобойные предприятия.
В 1999 году Баолок экспортировал 45 311 тонн чайных почек; основные направления экспорта — Россия, Пакистан, Франция, Индия, Сингапур, Гонконг, Тайвань и Саудовская Аравия. В год в Баолоке выращивают 8478 тонн кофе, по этому показателю город находится на четвёртом месте в стране. Сбор листьев шелковицы для шёлковой промышленности упал в связи с изменениями на рынке: в 1995 году было собрано 5820 тонн, а в 1999 — только 3483 тонны. Тем не менее, Баолок продолжают называть «шёлковой столицей Вьетнама».

### Достопримечательности
Храм Батня (вьет. Bát Nhã).
Пагода и ландшафтный парк Линь Куи Фап Ан (вьет. Linh Quy Pháp Ấn).
Ландшафтный парк BoBla Waterfall с площадкой техники (ракета ЗРК С-75 на прицепе, Ан-30, мастерская с прицепом).